# Zwickau

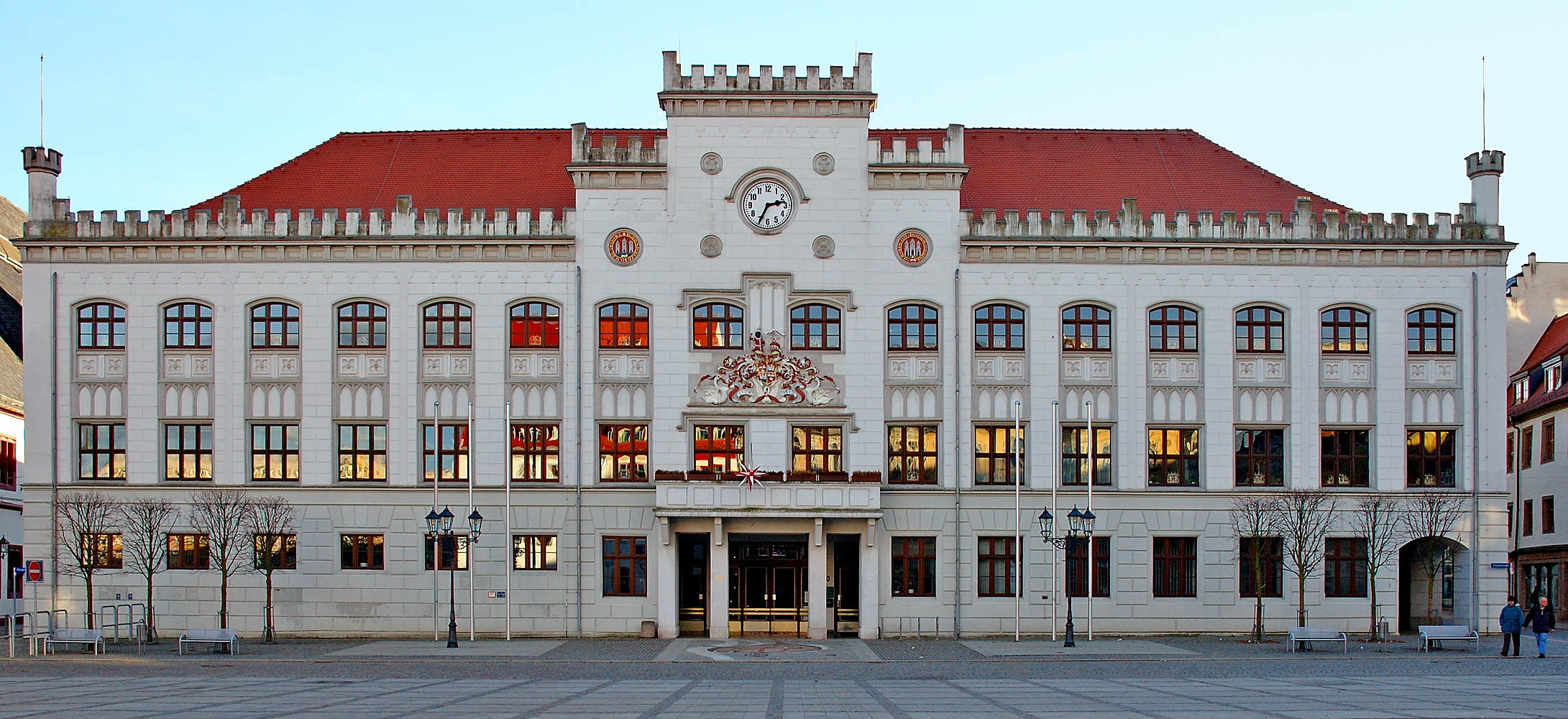
Primăria

Zwickau este un oraș în landul Saxonia, Germania. Se situează la poalele munților Erzgebirge, pe malul stâng al râului Mulde, la 130 km sud-vest de Dresda, la sud de Leipzig și  Chemnitz. Are o populație sub 100.000 de locuitori, fiind al patrulea oraș ca mărime din regiunea Saxonia.
În perioada 1957 - 1991, la uzinele "VEB Sachsenring Automobilwerke Zwickau" s-a fabricat marca de automobile Trabant.

## Personalități născute aici
- Janus Cornarius⁠(d) (c. 1500 - 1558), filolog umanist;
- Jacob Leupold⁠(d) (1674 - 1727), matematician, fizician;
- Robert Schumann (1810 - 1856), compozitor, pianist;
- Hans (Joachim) Dominik⁠(d) (1872 - 1945), scriitor de science fiction;
- Werner Schulz (1950 - 2022), europarlamentar;
- Lars Riedel (n. 1967), aruncător de disc.